# Дашков, Андрей Георгиевич
Андре́й Гео́ргиевич Дашко́в (род. 28 января 1965, Харьков) — украинский русскоязычный писатель.

## Биография
В 1982 году окончил школу и поступил в Харьковский авиационный институт. В 1988 году окончил его по специальности «Двигатели летательных аппаратов». В 1988–1990 годах служил в авиации противовоздушной обороны Советской армии. В 1990–2005 годах работал во Всесоюзном научно-исследовательском институте электроаппаратостроения. С 2006 года занимается исключительно писательской деятельностью.

## Анализ творчества
Как правило, произведения в различной степени сочетают в себе черты разных жанров: мистического триллера, экзистенциальной притчи, антиутопии, фантастики, фантасмагории, социально-психологической прозы и других. Согласно статье энциклопедического справочника «Фантасты современной Украины», Дашков — «единственный автор на просторах бывшего Советского Союза, который давно, последовательно и успешно работает в жанрах “черного фэнтези”, “ужасов”, остросюжетной мистики и мистико-фантастического психотриллера».

## Произведения

### Романы
- Цикл «Звезда ада»
  - «Звезда ада»
  - «Змееныш»
  - «Слуга оборотней»
- Цикл «Странствия Сенора»
  - «Отступник»
  - «Обманутый»
  - «Обезображенный»
- Цикл «Календарь снов»
  - «Умри или исчезни!»
  - «Двери паранойи»
  - «Убийца сновидений»
- Цикл «Дорога в ад»
  - «Радио ада»
  - «Стюардесса»
  - «Человек дороги»
- Цикл «Суперанимал»
  - «Суперанимал»
  - «Дракон»
- Вне циклов
  - «Война некромантов»
  - «Бледный всадник, Чёрный валет»
  - «Утраченный свет»
  - «Собиратель костей»
  - «Плод воображения»
  - «Страна слепых, или Увидеть свет»
  - «Человек со многими голосами»